# 斜纹胡椒鲷
斜纹胡椒鲷（学名：Plectorhynchus goldmanni）为石鲈科胡椒鲷属的鱼类，俗名斜带石鲈。分布于西太平洋印度尼西亚和菲律宾等海域以及西沙群岛海域、台湾恒春等。该物种的模式产地在Ternate。